# 삼각형자리
삼각형자리(Triangulum [traɪˈæŋɡjʊləm])는 북쪽 하늘에 있는 작은 별자리이다.
동아시아의 별자리에서는, 누수에 속한 '천장군' 별자리의 일부에 해당된다.

## 특징
별자리에서 비교적 밝은 3 ~ 4 등급의 별들이 좁고 긴 이등변삼각형을 이루고 있다.

## 별과 천체
삼각형자리에는 1등급의 별이 없다.
- 가장 밝은 별은 β성(3.00등급)으로, 어두운 동반성을 갖고 있다.
- 두 번째로 밝은 별은 α성(3.41등급)으로, 'Caput Trianguli'라는 별칭이 있으며, 옅은 노란색의 거성으로 어두운 동반성을 갖고 있다.
- 삼각형자리 6(옛 책에서는 삼각형자리 ι별)은 색깔이 대조되는 매력적인 이중성으로, 중간 정도 크기의 천체망원경으로 짙은 노란색과 옅은 파란색의 별을 구별할 수 있다. 이들은 각각 연성을 이룬다.

### 어두운 천체들
- M33 (삼각형자리 은하)는 '거대 풍차 은하(great Pinwheel Galaxy)'라고도 불리는 나선은하로, 국부은하군의 일원이다. 290만 광년 떨어져 있고, 밝기는 5.8 등급으로, 충분히 어두운 하늘이라면 육안으로도 관측이 가능하다. 광공해가 있는 하늘이라면, 소형의 망원경이나 쌍안경으로 찾기는 어려우며, 표면이 어두워 배율을 낮추어야 한다.

다른 은하계들이 있는데, 이들은 모두 12 등급보다 어둡다.
- 가장 큰 은하가 10′크기에 12등급의 NGC 925 나선은하이다.
- NGC 672는 5′크기에 11.6 등급의 막대나선은하이다.

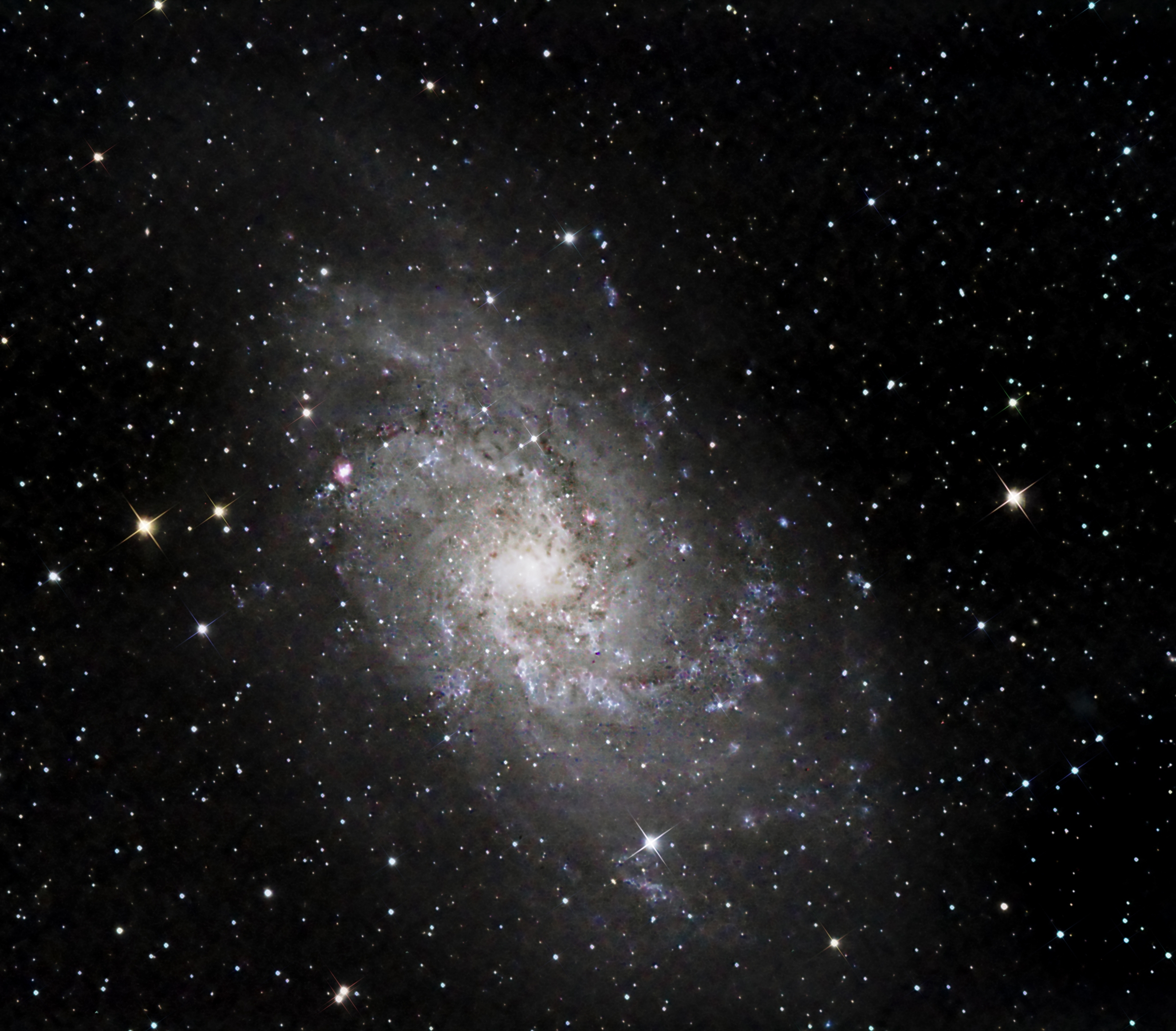
M33 나선은하 (삼각형자리 은하)
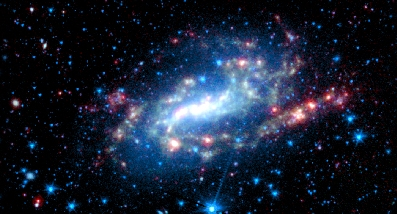
NGC 925 나선은하

## 신화와 역사

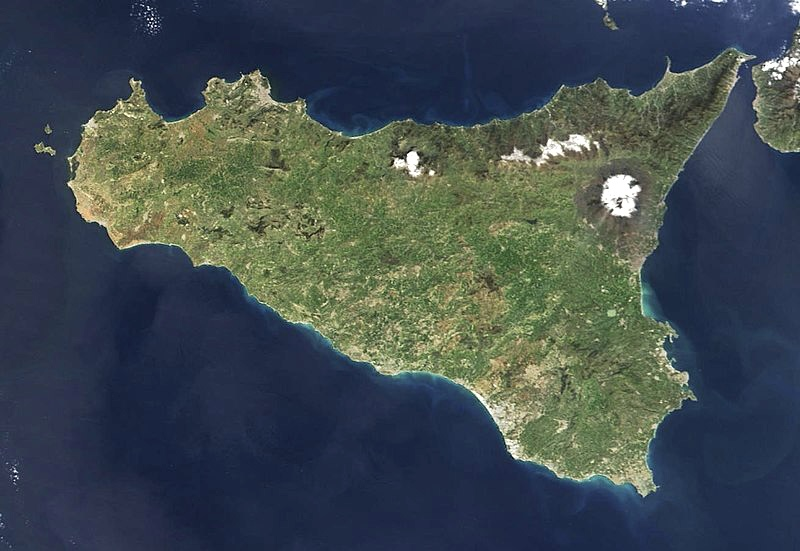
시칠리아의 위성사진

삼각형자리의 옛 이름은 ‘시칠리아’이다. 이는 시칠리아의 보호신인 세레스가 주피터에 시칠리아섬이 하늘에 있어야 한다고 청했기 때문이라고 한다.
이 별자리는 프톨레마이오스의 48개 별자리였으며, 현대 88개 별자리에 포함된다.

## 같이 보기
- 남쪽삼각형자리